# Proportionellt valsystem
Ett proportionellt valsystem vid val till en politisk församling är en fördelning av mandat på partier i proportion till respektive partis andel av rösterna. Proportionella valsystem kan också tillämpas i andra sammanhang. Eftersom röstandelarna mycket sällan ger helt exakta proportioner, måste systemet kompletteras med avrundningsregler. Ofta gör man också andra avsteg från ett renodlat proportionellt valsystem, exempelvis för att motverka partisplittring eller ge större vikt åt glesbefolkade områden. 
Proportionella valsystem med större eller mindre modifikationer används i ett stort antal av världens stater. 
I Sverige används ett i stort sett proportionellt valsystem, jämkade uddatalsmetoden, vid val till riksdagen, landsting och kommunfullmäktige. Man tillämpar dock vissa spärregler för småpartier. Både jämkningen och spärreglerna tenderar att missgynna småpartier, och medför alltså begränsade avsteg från ren proportionalitet.
I Finland tillämpas sedan 1907 proportionella valmetoden d'Hondts metod.

## Avrundningsproblematiken
Eftersom varje parti skall tilldelas ett helt antal mandat, är en helt exakt proportionell fördelning bara möjlig, om varje parti har fått ett antal röster som är en heltalsmultipel av det totala röstetalet delat med antalet mandat. Annars måste någon form av avrundningsregel tillkomma. 

### Exempel 1
I en valkrets skall 10 mandat fördelas på 3 partier, A, B och C. Totalt har 10 000 röster avgivits. Parti A har fått 5000, parti B 2000, och parti C 3000 röster.
I detta exempel är en exakt proportionell fördelning möjlig. Parti A har fått exakt 5 tiondelar av alla röster, och tilldelas därför 5 av de 10 mandaten. På samma sätt får parti B 2 mandat, och parti C 3 mandat.

### Exempel 2
I en annan valkrets skall också 10 mandat fördelas på dessa tre partier, och också här har totalt har 10 000 röster avgivits. Parti A har fått 5538, parti B 826 och parti C 3636 röster. Man kan först ge partierna 5, 0 och 3 mandat och sedan fördela återstående mandat enligt någon avrundningsregel.
Med d'Hondts metod jämför man hur många röster per invald man skulle få om mandatet gick till ett visst parti. Om A skulle få ett sjätte mandat skulle talet vara 5538/6=923, om B får ett första mandat 826, om C får ett fjärde mandat 909. Tydligen bör resterande mandat tillfalla A och C. Om man istället räknar bort rösterna som borde ha krävts för ett mandat har A kvar 538 röster, B 826 röster och C 636 röster. Då verkar det självklart att B och C bör få mandaten. Vilkendera som är rätt är inte självklart och olika valsystem ger olika balans i problematiken.
En lösning är att fördela de restmandat, för vilka ingen i valkretsen fått tillräckligt många röster, på nationell nivå. Då blir fördelningen mer proportionell mellan partierna, men den regionala representationen blir sämre (i extremfall kan någon valkrets bli utan representation).